# 王峰 (中央编办)
王峰（1956年1月—），山西绛县人，汉族，中国共产党党员。中华人民共和国政治人物、第十三届全国人民代表大会河北省代表。

## 生平
2018年，王峰被选为河北省出席第十三届全国人民代表大会代表。